# Meridià 85 a l'est
El meridià 85 a l'est de Greenwich és una línia de longitud que s'estén des del pol Nord travessant l'oceà Àrtic, Àsia, l'oceà Índic, l'oceà Antàrtic i l'Antàrtida fins al pol Sud.
El meridià 85 a l'est forma un cercle màxim amb el meridià 95 a l'oest. Com tots els altres meridians, la seva longitud correspon a una semicircumferència terrestre, uns 20.003,932 km. Al nivell de l'Equador, és a una distància del meridià de Greenwich de 9.462 km.

## De Pol a Pol
Començant en el pol Nord i dirigint-se cap al pol Sud, aquest meridià travessa:
| Coordenades                             | País, territori o mar        | Notes |
| --------------------------------------- | ---------------------------- | --- |
| 90° 0′ N, 85° 0′ E / 90.000°N,85.000°E  | Oceà Àrtic                   | |
| 81° 8′ N, 85° 0′ E / 81.133°N,85.000°E  | Mar de Kara                  | |
| 74° 35′ N, 85° 0′ E / 74.583°N,85.000°E | Rússia                       | Krai de Krasnoiarsk — Illes Plavnikòvie |
| 74° 17′ N, 84° 0′ E / 74.283°N,84.000°E | Mar de Kara                  | |
| 73° 42′ N, 85° 0′ E / 73.700°N,85.000°E | Rússia                       | Krai de Krasnoiarsk Iamàlia — des 64° 56′ N, 85° 0′ E / 64.933°N,85.000°E Krai de Krasnoiarsk — des 64° 53′ N, 85° 0′ E / 64.883°N,85.000°E Iamàlia — des 64° 50′ N, 85° 0′ E / 64.833°N,85.000°E Krai de Krasnoiarsk — des 62° 36′ N, 85° 0′ E / 62.600°N,85.000°E Districte Autònom Khanti-Mansi — Iugrà — des 61° 46′ N, 85° 0′ E / 61.767°N,85.000°E Krai de Krasnoiarsk — des 61° 5′ N, 85° 0′ E / 61.083°N,85.000°E Óblast de Tomsk — des 59° 53′ N, 85° 0′ E / 59.883°N,85.000°E Óblast de Kémerovo — des 56° 6′ N, 85° 0′ E / 56.100°N,85.000°E Óblast de Novossibirsk — des 54° 55′ N, 85° 0′ E / 54.917°N,85.000°E Óblast de Kémerovo — des 54° 48′ N, 85° 0′ E / 54.800°N,85.000°E Óblast de Novossibirsk — des 54° 33′ N, 85° 0′ E / 54.550°N,85.000°E Krai de l'Altai — des 54° 24′ N, 85° 0′ E / 54.400°N,85.000°E República de l'Altai — des 51° 30′ N, 85° 0′ E / 51.500°N,85.000°E |
| 50° 3′ N, 85° 0′ E / 50.050°N,85.000°E  | Kazakhstan                   | Per uns 6 m |
| 50° 0′ N, 85° 0′ E / 50.000°N,85.000°E  | Rússia                       | República de l'Altai — Per uns 11 m |
| 49° 54′ N, 85° 0′ E / 49.900°N,85.000°E | Kazakhstan                   | |
| 46° 55′ N, 85° 0′ E / 46.917°N,85.000°E | República Popular de la Xina | Xinjiang Tibet — des 35° 44′ N, 85° 0′ E / 35.733°N,85.000°E |
| 28° 36′ N, 85° 0′ E / 28.600°N,85.000°E | Nepal                        | |
| 26° 54′ N, 85° 0′ E / 26.900°N,85.000°E | Índia                        | Bihar Jharkhand — des 24° 25′ N, 85° 0′ E / 24.417°N,85.000°E Odisha — des 22° 28′ N, 85° 0′ E / 22.467°N,85.000°E Jharkhand — des 22° 6′ N, 85° 0′ E / 22.100°N,85.000°E Odisha — des 22° 4′ N, 85° 0′ E / 22.067°N,85.000°E |
| 19° 19′ N, 85° 0′ E / 19.317°N,85.000°E | Oceà Índic                   | |
| 60° 0′ S, 85° 0′ E / 60.000°S,85.000°E  | Oceà Antàrtic                | |
| 66° 21′ S, 85° 0′ E / 66.350°S,85.000°E | Antàrtida                    | Territori Antàrtic Australià, reclamada per Austràlia |